# Seebach (Drau)

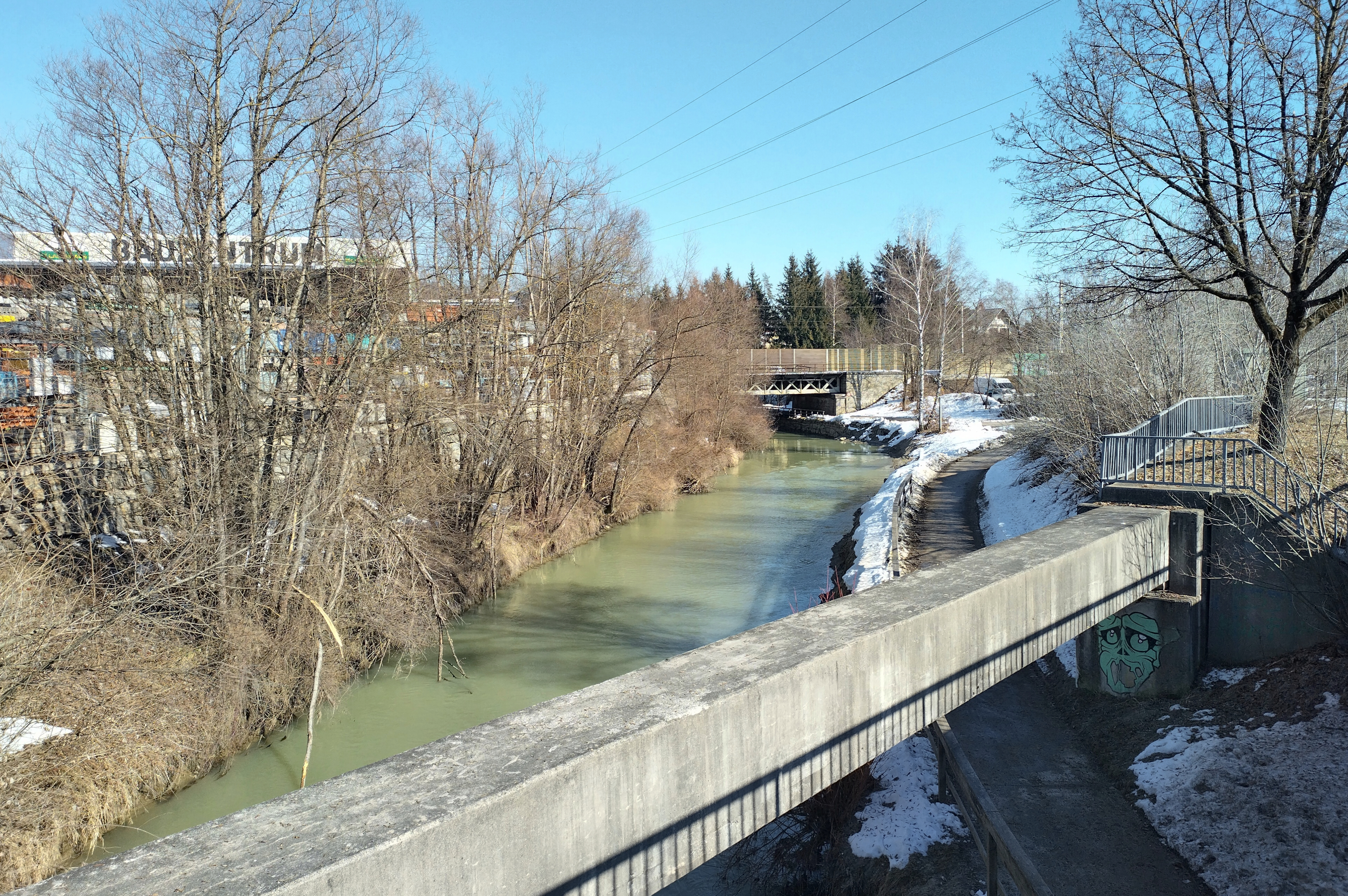
Der Seebach kurz vor der Einmündung in die Drau mit Blickrichtung Nordosten auf die Brücke der Drautalbahn

Der Seebach (auch Ossiacher Seebach) ist ein linker Zufluss der Drau in Kärnten. Er ist der Abfluss des Ossiacher Sees und verläuft zur Gänze auf dem Gebiet der Stadtgemeinde Villach.
Der Ursprung des Seebachs liegt im Villacher Ortsteil Landskron, wo er nahe der Grenze zum Treffener Ortsteil Annenheim die Westbucht des Ossiacher Sees verlässt. Nach ca. 1,4 km nimmt er unterhalb der Querung der Tauern Autobahn rechts den Treffner Bach auf, der das Gegendtal entwässert. Der Seebach mündet etwa 5 km nach seinem Ursprung beim Villacher Stadtteil St. Magdalen von links und Norden in die Drau.
Vom 314,6 km² großen Einzugsgebiet entfallen 139,8 km² auf den Treffner Bach. 85,2 km² entfallen auf die Tiebel, den Hauptzufluss des Ossiacher Sees. 75,5 km² entfallen auf den Ossiacher See und seine Vorfluter ohne die Tiebel. Das Einzugsgebiet ohne die genannten Vorfluter, im unmittelbaren Verlauf des Seebaches, beträgt 14,4 km².

## Belege
1. 1 2  KAGIS Maps (Memento des Originals vom 17. Januar 2022 im Internet Archive)  Info: Der Archivlink wurde automatisch eingesetzt und noch nicht geprüft. Bitte prüfe Original- und Archivlink gemäß Anleitung und entferne dann diesen Hinweis.
2. 1 2  Flächenverzeichnis der österreichischen Flussgebiete. Draugebiet. In: Bundesministerium für Land- und Forstwirtschaft, Umwelt und Wasserwirtschaft (Hrsg.): Beiträge zur Hydrographie Österreichs. Heft Nr. 59. Wien 2011, S. 47 (bmlrt.gv.at [PDF; 3,6 MB]).
3. 1 2  Ministerium für ein lebenswertes Österreich (Hrsg.): Hydrographisches Jahrbuch von Österreich 2013. 121. Band. Wien 2015,  (info.bmlrt.gv.at [PDF; 9,0 MB]) – Daten und Auswertungen, S. OG 360 (bmlfuw.gv.at [PDF; 22,7 MB])